# Towelie
Towelie (ook bekend als Toweleee of Stephen McTowelie), is een personage in de animatieserie South Park. De stem van Towelie wordt ingesproken door Vernon Chatman.
Towelie is een pratende handdoek, een zogenaamde "RG-400 Smart Towel". Hij is ontwikkeld door Tynacorp. Hij is ontworpen om automatisch zijn absorbatieniveau aan te passen aan de vochtigheid van de oppervlakte waarop hij zich bevindt. Zijn dagelijkse bezigheden bestaan uit het geven van handdoek-gerelateerde adviezen en high worden door middel van het roken van marihuana. 
Towelie beweert vaak (onterecht) dat drugs zijn geheugen verbeteren en/of hem slimmer maken. 
Zijn belangrijkste optredens zijn in de afleveringen Towelie en A Million Little Fibers. Laatstgenoemde aflevering is zelfs helemaal gecentreerd rond zijn persoon, zonder dat de vier hoofdpersonages om wie de serie normaal gesproken draait hun opwachting maken.
In de aflevering Crippled Summer wordt Towelie, nog steeds verslaafd, naar een ontwenningskliniek gestuurd. Hij blijkt ook een buitenechtelijke zoon te hebben genaamd Washcloth, een washand die niet kan praten.

## Etymologie
Towel is het Engelse/Amerikaanse woord voor handdoek.

## Uitspraken
- "Don't forget to bring a towel!"
- "just a sec... oh yeah!"
- "But first, maybe I'll get a little high!"
- "Ow man, I have no idea what's going on!"
- "You wanna get high?"
- "YOU'RE a towel!"
- "I choose.. I choose.. BOTH!"
- "Why is everyone riding me today?"
- "Just let me get high. I know I can remember if I get high."
- "Hold on... Wait a second... That's it! Yea, that's the melody to funkytown."